# كيم غولدبرغ
كيم غولدبرغ هي كاتِبة وشاعرة كندية، ولدت في 1954 في يوجين في الولايات المتحدة.